# Lutetium(III)-iodid
Lutetium(III)-iodid ist eine anorganische chemische Verbindung des Lutetiums aus der Gruppe der Iodide.

## Gewinnung und Darstellung
Lutetium(III)-iodid kann durch Reaktion von Lutetium mit Iod gewonnen werden.
{\displaystyle \mathrm {2\ Lu+3\ I_{2}\longrightarrow LuI_{3}} }
Ebenfalls möglich ist die Darstellung durch Reaktion von Lutetium mit Quecksilber(II)-iodid im Vakuum bei 500 °C.
{\displaystyle \mathrm {2\ Lu+3\ HgI_{2}\longrightarrow 2\ LuI_{3}+3\ Hg} }
Lutetium(III)-iodid-hydrat kann durch Entwässerung mit einem hohen Überschuss an Ammoniumiodid (da die Verbindung zu Hydrolyse neigt) in das Anhydrat umgewandelt werden.

## Eigenschaften
Lutetium(III)-iodid ist ein brauner stark hygroskopischer Feststoff mit einer Kristallstruktur vom Bismut(III)-iodid-typ. An Luft nimmt er rasch Feuchtigkeit auf und bildet Hydrate. Bei erhöhter Temperatur bilden sich auch leicht das entsprechende Oxidiodid.